# Epsilon Tucanae
Epsilon Tucanae (ε Tuc / ε Tucanae) é uma estrela subgigante azul-branca na constelação de Tucana.